# Station Okunin
Station Okunin is een spoorwegstation in de Poolse plaats Okunin.